# 行蘊
行，為十二因緣第二支，五蘊之一。

## 概論
在佛教中，行有廣義與狹義之區分，依不同脈絡而定。
行梵文中的字面意義是「被放在一起」，或「放在一起」。
1. 被當成被動式時，代表的是一種心理傾向所造成的條件式結果。也就是「造作」的原因，以及因為「造作」所形成的結果。它可以被譯為「在某種條件狀況下才存在的事物」、「被決定的」、「被製造出來的」、「因為某種條件狀況而形成的」。如「諸行無常」中，採用第一個意義，也是最廣義的。指在世間的所有事物，無論是雲朵、樹木或是人，都是在某種條件下組合而成。因此，所有事物都在生滅變化中，都是無常、不恆久的，了解這個事實，就可以帶來智慧。
2. 當它以主動式出現時，代表某種心靈或意識的狀態。而五蘊中的行蘊，十二緣起中的行，以及思的行，都採用第二個解釋，較為狹義。如行蘊為思的集合體[2]。

## 行蘊種類
- 身行、口行、心行
- 六思身等[3][4]
- 除了受心所和想心所外的50个心所（参见《摄阿毗达摩义论》第二摄心所分别品）

### 52心所：
触、受、想、思、一境性、命根、作意，
此等七法名遍一切心心所。
寻、伺、胜解、精进、喜、欲，
此等六法名为杂心所。
如是当知此等十三法名为通一切心心所。

痴、无惭、无愧、掉举、贪、见、慢、
嗔、嫉、悭、恶作、昏沉、睡眠、疑，
此等十四法名为不善心所。

信、念、惭、愧、无贪、无嗔、中舍性、
身轻安、心轻安、身轻快性、心轻快性、
身柔软性、心柔软性、身适业性、心适业性、
身炼达性、心练达性、身正直性、心正直性，
此等十九法，名为遍一切净(善)心所。
正语、正业、正命，此三法名为离心所。
悲、喜二法，名为无量心所。
若与慧根一起，则此等一切共二十五法，当知为净(善)心所。

## 行蘊體性
- 生滅
- 無常
- 苦
- 空
- 無我[5]

## 十二因缘法中的行
为十二因缘之一，有两层意思，一为造作，二为迁流。南传上座部佛教认为，「行」（造作諸業）而產生「識」（業識）。
十二因缘中的行支，则是指由无明而生起的感召，能引起因果报应的身、口、意等“业”，亦指人的一切身心活动。十二因缘中的行，专指能感召罪福果报的善、恶业。
按照三世二重因果说，行是过去世的因。无明和行均为过去世的二因。有了此二重因，才造成现在世有情众生的果报。